# Iassus vermiculatus
Iassus vermiculatus är en insektsart som beskrevs av Blanchard 1852. Iassus vermiculatus ingår i släktet Iassus och familjen dvärgstritar. Inga underarter finns listade i Catalogue of Life.